# 秋田県道43号本荘西目線
秋田県道43号本荘西目線（あきたけんどう43ごう ほんじょうにしめせん）は、秋田県由利本荘市を通る県道（主要地方道）である。

## 概要
国道107号万願寺交差点から分岐し、子吉川橋で子吉川を渡り、国道108号と平面交差した後すぐに由利高原鉄道 鳥海山ろく線と立体交差する。さらに西に向かい、日本海東北自動車道（仁賀保本荘道路）と立体交差の後、秋田県道285号冬師西目線と合流して北上し、JR東日本 羽越本線と平面交差（踏切）して終点で国道7号に接続する。
県道285号との交点で上述の本県道のルート通りに走行せずに市道をそのまま西方向へ直進すれば、国道7号・にかほ市・酒田市方面へ短絡することができる。

### 路線データ
- 総延長 : 8.906 km[2]
- 実延長 : 8.893 km[2]
- 起点 : 秋田県由利本荘市荒町字真城137番1地先（国道107号交点、万願寺交差点）[3]
- 終点 : 秋田県由利本荘市西目町沼田字新道下2番309（国道7号交点、西目高校前交差点）[3]
- 未供用区間 : なし[2]

## 歴史
- 1973年（昭和48年）3月31日 - 秋田県道に認定される[3]。
- 1990年（平成2年）11月22日 - 玉ノ池工区の1.68キロが完成、開通式挙行[4]。
- 1993年（平成5年）5月11日 - 建設省から、県道本荘西目線が本荘西目線として主要地方道に指定される[5]。

## 路線状況

### 冬期閉鎖区間
- なし[6]

### 交通不能区間
- なし[7]

## 地理

### 交差する道路
| 施設名           | 接続路線名                    | 備考     | 所在地                                                     |
| ---------------- | ----------------------------- | -------- | ---------------------------------------------------------- |
| 万願寺交差点     | 国道107号 （=重複 国道398号） | 起点     | 由利本荘市荒町                                             |
|                  | 〈子吉川〉                    |          | 由利本荘市玉ノ池                                           |
| 玉ノ池交差点     | 国道108号                     |          | 由利本荘市玉ノ池北緯39度20分39.9秒 東経140度4分2.52秒      |
|                  | 秋田県道285号冬師西目線       | 重複区間 | 由利本荘市西目町沼田北緯39度19分59.75秒 東経140度0分36.6秒 |
| 西目高校前交差点 | 国道7号                       | 終点     | 由利本荘市西目町沼田                                       |

### 沿線の施設
- 秋田しんせい農業協同組合 本荘中央支店
- 秋田県立西目高等学校
- JR東日本 羽越本線 西目駅
- 由利本荘市役所西目支所